# Дунець Святослав Богданович
Святослав Богданович Дунець (нар. 15 липня 1973, Бучач, Тернопільської області) — український педагог, головний диригент камерного хору Тернопільської обласної філармонії. Лауреат Всеукраїнського конкурсу хорових диригентів (Київ, 2001), Заслужений артист України (2009). Син Богдана Ярославовича Дунця.

## Біографія
Народився 15 липня 1973 року у м. Бучач Тернопільської обл. У 1989 році закінчив середню школу № 2 м. Тернопіля, а в 1993 році — Тернопільське музичне училище ім. С. Крушельницької (клас заслуженого діяча мистецтв України Ігоря Левенця).
У 1993–1998 роках  навчався у Львівському вищому державному музичному інституті ім. М. Лисенка (кафедра хорового диригування).

## Творча діяльність
З 1998 р. по 2010 р., з 2018 р. —  головний диригент академічного камерного хору«Бревіс»Тернопільської обласної філармонії. За весь період роботи колектив досягнув великих успіхів: став переможцем обласного конкурсу у номінації «Найкращий професійний колектив року» (2000), неодноразо ставав лауреатом всеукраїнських та міжнародних конкурсів хорової музики, а саме: II Всеукраїнського конкурсу козацької пісні «Байда» (Тернопіль, 2002), IV Всеукраїнського конкурсу хорової музики імені Д. Січинського (Івано-Франківськ 2003), Міжнародного фестивалю хорової музики «Передзвін» (Івано-Франківськ, 2004, 2006), XXVI Міжнародного фестивалю-конкурсу церковної музики «Хайнувка 2007» (Білосток, Польща, 2007), І-го регіонального конкурсу хорів імені Є. Козака (Дрогобич, 2007), XXIV міжнародного конкурсу хорової музики імені Б. Бартока (Дебрецен, Угорщина, 2010), IX Різдвяного фестивалю «Коляда на Майзлях»  (Івано-Франківськ, 2018). Гастролював містами  Німеччини,  Польщі, Франції, Бельгії 
Із вересня 2008 року Святослав Дунець — викладач відділу хорового диригування, а з жовтня цього року — керівник студентського симфонічного оркестру Тернопільського музичного училища ім. С. Крушельницької, 
З 2011 року — викладач сольфеджіо та регент семінарійного хору Тернопільської вищої духовної семінарії імені Патріарха Йосипа Сліпого. 
Працював редактором музично-розважальних програм Тернопільської державної телерадіокомпанії.

## Відзнаки
- Лауреата другого Всеукраїнського конкурсу хорових диригентів (Київ, 2001).
- Звання «Заслужений артист України» (2009).